# Захарова (Иркутская область)
Захарова — деревня в Жигаловском районе Иркутской области России. Входит в состав Тимошинского сельского поселения. 

## География
Находится на правом берегу реки Илга, примерно в 56 км к юго-западу от районного центра, посёлка Жигалово, на высоте 498 метров над уровнем моря.

## Население
| 2002 | 2010 | 2011 | 2012 |
| ---- | ---- | ---- | ---- |
| 7    | ↘1   | →1   | →1   |

По данным Всероссийской переписи, в 2010 году в деревне проживал 1 человек (мужчина).

## Улицы
Уличная сеть деревни состоит из одной улицы (ул. Набережная).